# 關島真賴
關島真賴（1959年3月8日—），男性日本動畫編劇。神奈川縣横濱市出身。於明治大學商業部畢業。

## 概要
有志成為動畫演出家，在大學畢業後先後入了龍之子Production和手塚Production；最終被分配到企劃營業部和企劃文藝部，便打消了原本的念頭。1984年，遇上動畫編劇小山高生，數度共事後經常參加其班子系列構成的作品，以其第一弟子自居，但小山高生並不承認。
作為系列構成，不僅擔任劇本製作，還負責不少原創故事，由兒童向作品至深夜動畫都有，種類相當廣泛。參加OVA版製作《宇宙戰艦山本洋子》後亦常參與新房昭之監督的作品。近年亦多參與XEBEC作品。
自稱在動畫雜誌還未出現的時候，已經身為長篇動畫的御宅族。 在動畫以外亦有豐富多彩的愛好，近年積極研究日本酒。

## 作品列表[2]

### 電視動畫
- （1984年）文藝擔當、劇本（與植田秀仁共同擔當，以「植島秀賴」名義）
- （1984年-1985年）文藝擔當
- （1985年-1986年、文藝擔當）
- 光之傳說（光の伝説，1986年）文藝擔當
- 褞袍超人（ドテラマン，1986年-1987年）文藝擔當
- （1987年、文藝構成）
- （1987年、文藝構成）
- 天空戰記（天空戦記シュラト，1989年-1990年）系列構成（與小山高生共同擔當）、劇本
- 勇者鬥惡龍（ドラゴンクエスト，1989年）劇本
- 三眼神童（三つ目がとおる，1990年-1991年）系列構成、劇本
- 功夫貓黨（キャッ党忍伝てやんでえ，1990年-1991年）系列構成（與共同擔當）、劇本
- NG騎士檸檬汽水&40（NG騎士ラムネ&40，1990年-1991年）劇本
- （1991年-1992年）劇本
- （1991年-1992年）劇本
- 宇宙騎士BLADE（宇宙の騎士テッカマンブレード，1992年-1993年）系列構成（與共同擔當）、劇本
- （1992年-1993年）劇本
- 日本武尊（ヤマトタケル，1994年）劇本
- 天地無用！（天地無用!，1995年）劇本
- 十二生肖爆烈戰士（十二戦支 爆烈エトレンジャー，1995年-1996年）系列構成、劇本
- 機械女神J（セイバーマリオネットJ，1996年-1997年）系列構成、劇本
- 新・天地無用！（新・天地無用!，1997年）系列構成、劇本
- CLAMP學園偵探團（CLAMP学園探偵団，1997年）系列構成（與共同擔當）、劇本
- 失落的宇宙（ロスト・ユニバース，1998年）系列構成（與神坂一、山田靖智共同擔當）
- 魔法陣都市（サイレントメビウス，1998年）劇本
- 機械女神J to X（セイバーマリオネットJ to X，1998年-1999年）系列構成、劇本
- 魔術師歐菲（魔術士オーフェン，1998年-1999年）系列構成（與久保田雅史共同擔當）、劇本）
- 宇宙戰艦山本洋子（それゆけ!宇宙戦艦ヤマモト・ヨーコ，1999年）劇本
- 魔術師歐菲Revenge（魔術士オーフェンRevenge，1999年-2000年）系列構成（與久保田雅史共同擔當）
- 爆裂戰士戰藍寶（マシュランボー，2000年）系列構成、劇本
- 新戀愛白書（BOYS BE…，2000年）劇本
- 小雙俠2000（タイムボカン2000 怪盗きらめきマン，2000年）劇本
- （2000年-2001年）劇本
- （2000年-2001年年）劇本
- （2001年）系列構成、劇本
- 光劍星傳EX （2001年）系列構成（與金卷兼一共同擔當）、劇本
- 娜姬卡電擊大作戰（ナジカ電撃作戦，2001年）劇本
- 電腦冒險記（電脳冒険記ウェブダイバー，2001年-2002年）系列構成、劇本
- 辣妹當家（超GALS! 寿蘭，2001年-2002年）劇本
- 洛克人EXE（ロッマンエグゼ，2002年-2003年）劇本
- GAD GUARD （2003年）劇本
- 洛克人EXE AXESS（ロックマンエグゼAXESS，2003年-2004年）劇本
- 月詠 -MOON PHASE-（月詠 -MOON PHASE-，2004年-2005年）系列構成、劇本
- 怪俠佐羅利（かいけつゾロリ，2004年-2005年）系列構成（與錦織博、池口和彦共同擔當）、劇本
- 洛克人EXE Stream（ロックマンエグゼStream，2004年-2005年）劇本
- 我的太太是魔法少女（奥さまは魔法少女，2005年）劇本
- 洛克人EXE BEAST（ロックマンエグゼBEAST，2005年-2006年）劇本
- 洛克人EXE BEAST+（ロックマンエグゼBEAST+，2006年）劇本
- ZEGAPAIN（ゼーガペイン，2006年）系列構成、劇本
- 流星洛克人（流星のロックマン，2006年-2007年）劇本
- 風之聖痕（風のスティグマ，2007年）系列構成、劇本
- 獸神演武（獣神演武 -HERO TALES-，2007年-2008年）系列構成、劇本
- 流星洛克人 Tribe（流星のロックマン トライブ，2007年-2008年）劇本
- 幻影少年（モノクローム・ファクター （2008年，脚本）
- 夏目友人帳（夏目友人帳，2008年）劇本
- SKIP BEAT！華麗的挑戰（スキップ・ビート!，2008年-2009年）系列構成、劇本
- 續 夏目友人帳（続 夏目友人帳，2009年）劇本
- 神曲奏界（神曲奏界ポリフォニカ クリムゾンS，2009年）脚本
- 潘朵拉之心（PandoraHearts，2009年）系列構成、劇本
- 11eyes （2009年）劇本
- 怪盜麗婭（怪盗レーニャ，2010年）劇本
- Rio RainbowGate! （2011年）系列構成、劇本
- 黃金腦～神之謎（ファイ・ブレイン 神のパズル，2011年）系列構成
- TABOO TATTOO－禁忌咒紋－（2016年）劇本
- 來自「没有荣耀的天才们」的故事（日语：栄光なき天才たち）（2017年）劇本[3]

### OVA
- （1988年）文藝協力（與岩田弘共同擔當）
- （1989年）劇本
- ソル・ビアンカ （1990年、脚本）
- 天空戰記 創世的暗戰（天空戦記シュラト 創世への暗闘，1991年）系列構成（與共同擔當）、劇本
- （1992年）劇本
- （1992年）劇本
- 萬能文化貓娘（万能文化猫娘，1992年）劇本
- （1992年）構成、劇本
- 電影少女（電影少女 -VIDEO GIRL AI-，1992年）系列構成（與共同擔當）、劇本
- （1993年）劇本
- （1993年）劇本
- 超時空世紀02（超時空世紀オーガス02，1993年）劇本
- （1993年）劇本
- （1994年）劇本*  （1994年）劇本
- （1994年）劇本
- （1994年）劇本
- 雲海歷險（1994年）劇本
- （1994年）劇本
- （1994年）構成
- 卒業 ～Next Graduation～ OVA（ ，1995年）原案（與西島克彦、 金卷兼一共同擔當）
- （1995年）劇本
- （1996年）系列構成、劇本
- （1996年）劇本
- 宇宙戰艦山本洋子（それゆけ!宇宙戦艦ヤマモト・ヨーコ，1996年）劇本
- 超音鼠OVA（ソニック・ザ・ヘッジホッグ，1996年）構成
- HEN （1997年）劇本
- 宇宙戰艦山本洋子Ⅱ（それゆけ!宇宙戦艦ヤマモト・ヨーコII，1997年）系列構成、劇本
- 機械女神J OVA（またまたセイバーマリオネットJ，1997年）系列構成、劇本
- （1997年-1998年）系列構成、劇本
- 天使禁獵區（天使禁猟区，2000年）系列構成、劇本
- （2003年）劇本
- （2003年）系列構成、劇本
- 柯塞特的肖像（コゼットの肖像，2004年）劇本
- （2010年）劇本

### CD、廣播劇
- 系列
- 系列
- 系列
- 天空戰記系列
- 功夫貓黨 貓座第一回公演
- （與山下久仁明共同擔當）
- 三眼神童系列 （與山下久仁明共同擔當）
- 小雙俠系列
- 宇宙騎士BLADE系列
- 紺碧艦隊 第一部 注定的開戦前夜
- 宇宙英雄物語系列
- 浪客劍心
- SHADOW SKILL系列
- 天地無用！系列
- 系列
- CLAMP學園偵探團
- 機械女神J系列
- HEN系列
- 菜菜子解體診書系列

### 劇場版動畫
- ダークサイド・ブルース （1994年、脚本）
- 帰ってきた英雄 洪吉童 （1995年、脚本）※韓国映画

### 書籍
- （1987年，POPULAR社）
- （1988年，POPULAR社）（與鳥海仟共同擔當）
- 天空戰記 創世的暗戰 上（1991年，艾尼克斯）
- 天空戰記 創世的暗戰 下（1992年，艾尼克斯）
- JoJo的奇妙冒險（ジョジョの奇妙な冒険，1993年，集英社）（與山口宏共同擔當）
- （1996年，竹書房Ganma文庫）
- 新・天地無用！ 佐久耶的告白（新・天地無用! 佐久耶の告白，1997年，角川CDミニ文庫）
- 新・天地無用！ 砂沙美的祈禱（新・天地無用! 砂沙美の祈り，1997年，角川CD Mini文庫）
- 新・天地無用！ 魎呼的心（新・天地無用! 魎呼のこころ，1997年，角川CD Mini文庫）
- 新・天地無用！（新・天地無用!，1998年，富士見Fantasia文庫）

### 漫畫原作
- （1999-2000年，小學館）
- ZEGAPAIN外傳 AI ALWAYS（ゼーガペイン外伝 AI ALWAYS，2006年，Media Works）

### 遊戲
- やるドラ 雪割りの花 （1998年、脚本）※藤咲淳一と連名